# Hans Fitz
Johannes Theodor August „Hans“ Fitz (* 21. Dezember 1891 in Neustadt an der Orla; † 28. Oktober 1972 in Krailling bei München) war ein deutscher Bühnenautor, Schauspieler und Regisseur.

## Leben
Der Sohn eines Ingenieurs lebte seit 1893 in München und besuchte nach dem Abitur die dortige Technische Hochschule, wo er zwei Semester Architektur studierte. Er ließ sich dann in Schauspiel und Gesang ausbilden und gründete während seiner französischen Kriegsgefangenschaft 1914 bis 1918 ein Gefangenentheater auf der Île d’Oléron.
Er debütierte 1920 an der Pfälzischen Landesbühne in Kaiserslautern. Fitz spielte danach vorwiegend in München, unter anderem am Volkstheater und an den Münchner Kammerspielen. Er schrieb Bühnenstücke wie Josef Filser (1934 uraufgeführt), Der Frontgockel (1938) und IA in Oberbayern und gab ab 1923 häufig Vortragsabende in ganz Deutschland.
Hans Fitz begann seine Filmkarriere Mitte der 1930er-Jahre bei der UFA und spielte zahlreiche Hörspiel-Rollen im Radio. Zudem war er Virtuose mit der Gitarre, ein Talent, das er an seinen Sohn Walter weitergab. 1938 veröffentlichte er zudem Der Loisl – Ein heiterer Roman aus Bayern im R. Piper & Co. Verlag, München. Fitz stand 1944 in der Gottbegnadeten-Liste des Reichsministeriums für Volksaufklärung und Propaganda.
Nach dem Zweiten Weltkrieg war Hans Fitz zunächst im Film und später auch im Fernsehen vielfach zu sehen. Neben seiner Tätigkeit als Schauspieler schrieb Fitz auch einige Theater- und Fernsehstücke in bairischer Mundart sowie Hörspiele. Als Regisseur arbeitete er unter anderem am Staatstheater am Gärtnerplatz in München. Im Jahr 1970 wurde er für seine Verdienste um die bayerische Kultur mit dem Bayerischen Poetentaler der Münchner Turmschreiber ausgezeichnet. Fitz verstarb 1972 und fand seine letzte Ruhe auf dem Friedhof in Krailling bei München.
Hans Fitz und seine Ehefrau Ilse geborene Heirich, waren die Begründer der Münchener Künstlerfamilie Fitz. Sie waren die Eltern von Walter, Ayo, Gerd und Veronika Fitz. Im Münchener Stadtteil Forstenried ist der Hans-Fitz-Weg nach ihm benannt.

## Filmografie (Auswahl)
Darsteller
- 1934: Schach der Eva (Regie: Ludwig Schmid-Wildy)
- 1941: Der scheinheilige Florian (Regie: Joe Stöckel)
- 1945: Die falsche Braut
- 1949: Heimliches Rendezvous
- 1951: Fanfaren der Liebe
- 1951: Der Verlorene
- 1952: Der weißblaue Löwe
- 1955: Königswalzer
- 1955: Ihr erstes Rendezvous
- 1956: Die fröhliche Wallfahrt
- 1956: II-A in Berlin
- 1957: Egon, der Frauenheld
- 1958: Mein Schatz ist aus Tirol
- 1959: Bei der blonden Kathrein
- 1961: Drei weiße Birken
- 1962: Der verkaufte Großvater
- 1962: Zwei Bayern in Bonn
- 1963: Orden für die Wunderkinder
- 1963: Der Komödienstadel: Der Geisterbräu
- 1965: Die Pfingstorgel (Regie: Kurt Wilhelm)
- 1965: Der Ruepp
- 1967: Das Kriminalmuseum: Die Kamera (Regie: Helmuth Ashley)

Drehbuchautor
- 1936: Weiberregiment
- 1952: Mönche, Mädchen und Panduren
- 1953: Brüderchen und Schwesterchen
- 1955: Der Frontgockel
- 1957: Egon, der Frauenheld
- 1957: Zwei Bayern im Urwald
- 1972: Josef Filser
- 1974: Die Kurpfuscherin

## Hörspielsprecher (Auswahl)
- 1949: Hans Fitz, Kurt Wilhelm: Brumml-G'schichten (13. Folge: Die Goethefeier) – Regie: Kurt Wilhelm (BR)
- 1952: Alois Johannes Lippl: Die Saldenreuther Weihnacht (3 Teile) – Regie: Alois Johannes Lippl (Mundarthörspiel – BR)
- 1961: Fritz Meingast: Die letzten Tage des Königs (Baron Crailsheim) – Regie: Walter Ohm (BR)

## Hörspielautor
- 1949: Hans Fitz, Kurt Wilhelm: Brumml-G'schichten (13. Folge: Die Goethefeier) – Regie: Kurt Wilhelm (BR)
- 1958: Nicht alles glänzt, was Gold ist – Regie: Heinz-Günter Stamm (BR)
- 1973: Madame Hohenester – Regie: Edmund Steinberger (BR)
- 1975: Das Mädchen vom Jungfernsprung (2 Teile) – Regie: Edmund Steinberger (BR)